# Jordi Hoogstrate
Jordi Hoogstrate (Groningen, 2 juni 1983) is een Nederlands voormalig profvoetballer, die uitkwam voor FC Groningen, PSV en FC Emmen. Hoogstrate kampte gedurende zijn carrière met psychische problemen, deels veroorzaakt door druk die familieleden hem oplegden, en blessures, waardoor hij zijn talentstatus nooit heeft kunnen waarmaken.

## Biografie
Hoogstrate werd geboren in Groningen en groeide op in het Drentse dorp Annen. Hij speelde in de jeugd bij VV Annen en LTC Assen, voor hij op 9-jarige leeftijd in de jeugdopleiding van FC Groningen terecht kwam. Hier maakte hij op 18 maart 2001 onder trainer Jan van Dijk zijn debuut in het betaald voetbal tegen N.E.C. Op 16 december van dat jaar maakte hij zijn eerste doelpunt, als invaller thuis tegen FC Utrecht. Hij maakte zijn debuut voor het Nederlands voetbalelftal onder 19, waar bondscoach Mark Wotte hem aanvoerder maakte. Zijn clubtrainer Dwight Lodeweges vergeleek de opmars zijn pupil met die van Marc Overmars enkele jaren eerder bij Go Ahead Eagles. Op 17 april 2002 werd de middenvelder door het publiek van FC Groningen gekozen als speler van het jaar. Het talent van Hoogstrate bleef niet onopgemerkt en hij stond al snel in de belangstelling van andere clubs. In mei 2002 kwam Hoogstrate tot overeenstemming met PSV over een vijfjarig contract, dat in zou gaan in de zomer van 2003, zodat Hoogstrate zich bij FC Groningen verder kon ontwikkelen. In januari 2003 werd de transfer rond gemaakt. Met de transfer was zo'n 3 miljoen euro gemoeid. Hiermee nam hij op de ranglijst van grootste Nederlandse tienertransfers de derde plaats in, achter Arjen Robben, die een jaar eerder de overstap maakte van FC Groningen naar PSV, en Clarence Seedorf.
Kort na het tekenen van het contract begon Hoogstrate, die zijn voetbalcarrière combineerde met een vwo-studie aan het Zernike College, te kampen met psychische problemen, die mede ingegeven werden door fysieke ongemakken. Hij werd door trainer Jans ziek gemeld en kreeg psychologische hulp. Frank Arnesen, de technisch manager van PSV, stelde zelfs openlijk de vraag of Hoogstrate in zomer van 2003 wel klaar zou zijn, om zich te melden in Eindhoven. Na zijn aankomst bij PSV bleven de psychische problemen Hoogstrate achtervolgen. Het lukte hem niet te aarden in zijn nieuwe woonplaats en bij zijn nieuwe club en zonderde zich meer en meer af. Hij zocht zijn heil in angstremmers, die de stress zouden moeten verminderen.
Het lukte hem niet een plaats in het elftal te veroveren en hij ging zich vergelijken met spelers als Robben en Robin van Persie, wiens ontwikkeling veel sneller verliep, terwijl zijn ontwikkeling zich stagneerde. Hem werd rust gegund, maar kwam de problemen niet te boven. Uiteindelijk werd besloten de druk volledig weg te nemen, door Hoogstrate ziek te verklaren. Na een half jaar keerde Hoogstrate terug, maar kort hierna ging het opnieuw mis en belandde hij zelfs in een psychose. Hierna startte Hoogstrate met een langdurige behandeling van zijn psychische klachten, waardoor hij uiteindelijk bijna twee jaar niet in clubverband speelde. Hij speelde wel enkele interlands voor Jong Oranje.
In het kader van zijn revalidatie trainde hij aan het eind van het seizoen 2004-2005, in zijn woonomgeving, mee met FC Emmen. In de zomer van 2005 maakte PSV bekend, dat Hoogstrate het seizoen daarop verhuurd zou worden aan de club. Bij Emmen hervond Hoogstrate langzaam aan zijn vorm, maar ditmaal was het een fysieke blessure die roet in het eten gooide. Tijdens de voorbereiding van het seizoen liep hij een zware blessure op aan zijn linkerknie, waardoor hij in het seizoen 2005-2006 wederom geen wedstrijd speelde. In de zomer wilde PSV de speler terughalen naar Eindhoven, zodat hij daar zijn revalidatie kon afronden en eventueel wedstrijden te spelen voor FC Eindhoven, maar Hoogstrate zelf voelde weinig voor een terugkeer. Uiteindelijk besloot PSV Hoogstrate op eigen verzoek nogmaals te stallen bij FC Emmen. Aan het begin van het seizoen keerde Hoogstrate eindelijk terug op de velden en speelde hij vijf wedstrijden. In september blesseerde hij wederom zijn linkerknie in een wedstrijd tegen Go Ahead Eagles, waarna kraakbeenschade werd vastgesteld. Het hield hem wederom het merendeel van het seizoen aan kant. PSV maakte hierop bekend dat Hoogstrate ook in het seizoen 2008-2009 mocht spelen voor een club in het noorden van Nederland. Toen hij in april 2007 op het punt stond om weer terug te keren, verdraaide hij tijdens een revalidatietraining op het sportcomplex van de KNVB in Zeist zijn linkerknie, waarna er weer een lange revalidatieperiode volgde en een terugkeer op de velden voorlopig weer van de baan was. Het seizoen daarop maakte hij, terwijl hij revalideerde, zijn contract bij PSV vol. Tevens leerde hij voor zijn trainersdiploma's en liep in het kader hiervan stage bij zijn oude club FC Groningen.
In 2008 was Hoogstrate, samen met Royston Drenthe en Pascal Heije, onderwerp van de documentaire Alles voor de bal, die Mildred Roethof maakte voor de KRO. Die zomer tekende Hoogstrate een eenjarig contract bij FC Groningen, waar hij in eerste instantie zich aansloot de jeugdploeg. Kort hierna ging het wederom mis. In juli 2008 raakte hij tijdens een jeugdwedstrijd geblesseerd, ditmaal aan zijn rechterknie. Er volgde wederom een lange periode van herstel, maar eind maart 2009 besloot hij, nadat hij weer enkele malen door zijn knie gegaan was, de handdoek in de ring te gooien en zijn carrière op 25-jarige leeftijd te beëindigen.
Na het beëindigen van zijn carrière was Hoogstrate van 2008 tot 2010 en van 2013 tot 2015 jeugdtrainer bij de voetbalacademie van FC Groningen en jeugdtrainer bij de KNVB. Sinds november 2015 is hij trainer bij de voetbalschool van oud-speler Valéry Sedoc. Tevens is hij jeugdtrainer bij zijn eerste club VV Annen.

## Statistieken
| Seizoen | Club         | Competitie     | Wed. | Goals |
| ------- | ------------ | -------------- | ---- | ----- |
| 2000/01 | FC Groningen | Eredivisie     | 1    | 0     |
| 2001/02 | FC Groningen | Eredivisie     | 24   | 2     |
| 2002/03 | FC Groningen | Eredivisie     | 17   | 0     |
| 2003/04 | PSV          | Eredivisie     | 5    | 0     |
| 2004/05 | PSV          | Eredivisie     | 0    | 0     |
| 2005/06 | → FC Emmen   | Eerste divisie | 0    | 0     |
| 2006/07 | → FC Emmen   | Eerste divisie | 6    | 0     |
| 2007/08 | PSV          | Eredivisie     | 0    | 0     |
| 2008/09 | FC Groningen | Eredivisie     | 0    | 0     |
| Totaal  | Totaal       | Totaal         | 53   | 2     |

## Erelijst
- Johan Cruijff Schaal: 2003